# Minyacris occidentalis
Minyacris occidentalis är en insektsart som beskrevs av Kenneth Hedley Lewis Key 1992. Minyacris occidentalis ingår i släktet Minyacris och familjen gräshoppor. Inga underarter finns listade i Catalogue of Life.